# Rodalbe
Rodalbe é uma comuna francesa na região administrativa de Grande Leste, no departamento de Moselle. Estende-se por uma área de 10,57 km². Em 2010 a comuna tinha 256 habitantes (densidade: 24,2 hab./km²).